# Пінсон (Алабама)
Пінсон (англ. Pinson) — місто (англ. city) в США, в окрузі Джефферсон штату Алабама. Населення — 7215 осіб (2020).

## Географія
Пінсон розташований за координатами 33°42′12″ пн. ш. 86°40′11″ зх. д. / 33.70333° пн. ш. 86.66972° зх. д. (33.703291, -86.669741).  За даними Бюро перепису населення США в 2010 році місто мало площу 26,23 км², з яких 26,16 км² — суходіл та 0,07 км² — водойми. В 2017 році площа становила 29,52 км², з яких 29,45 км² — суходіл та 0,07 км² — водойми.

## Демографія
Згідно з переписом 2010 року, у місті мешкали 7163 особи в 2731 домогосподарстві у складі 2074 родин. Густота населення становила 273 особи/км².  Було 2948 помешкань (112/км²).
Расовий склад населення:
| - 79,0 % — білих - 17,0 % — чорних або афроамериканців - 0,4 % — азіатів - 0,2 % — корінних американців - 2,2 % — осіб інших рас |

До двох чи більше рас належало 1,0 %. Частка іспаномовних становила 3,7 % від усіх жителів.
За віковим діапазоном населення розподілялося таким чином: 24,4 % — особи молодші 18 років, 63,7 % — особи у віці 18—64 років, 11,9 % — особи у віці 65 років та старші. Медіана віку мешканця становила 38,0 року. На 100 осіб жіночої статі у місті припадало 91,7 чоловіків;  на 100 жінок у віці від 18 років та старших — 87,6 чоловіків також старших 18 років.
Середній дохід на одне домашнє господарство  становив 68 160 доларів США (медіана — 59 909), а середній дохід на одну сім'ю — 74 284 долари (медіана — 70 757). Медіана доходів становила 49 776 доларів для чоловіків та 40 199 доларів для жінок. За межею бідності перебувало 5,8 % осіб, у тому числі 7,8 % дітей у віці до 18 років та 2,1 % осіб у віці 65 років та старших.
Цивільне працевлаштоване населення становило 3871 осіб. Основні галузі зайнятості: освіта, охорона здоров'я та соціальна допомога — 24,3 %, виробництво — 11,7 %, роздрібна торгівля — 10,8 %.